# Argia nahuana
Argia nahuana là một loài chuồn chuồn kim trong họ Coenagrionidae.
Argia nahuana được Calvert miêu tả khoa học năm 1902.